# Comtat de Carbonnais
El comtat de Carbonnais o Corbonnais, llatí Corboniensis, moderna comarca de Corbon) fou una jurisdicció que va existir al Perche a França al segle x, base de la senyoria de Mortagne i del futur comtat de Perche (vers 1100). S'esmenta al segle X un comte Fulc, origen dels senyors de Belleme. A la mort de Fulc els seus dominis s'haurien repartit entre els seus fills i Ives I de Creil o Bellesme o Bellême va heretar la senyoria del Bellesmois i la vicaria del Saosnois o Sonnois, a la regió de Perche, que llavors depenia del comtat del Maine.